# Reticulomyxa filosa
Reticulomyxa filosa — вид монотипового роду прісноводних форамініфер Reticulomyxa.

## Будова
Reticulomyxa filosa — велика багатоядерна форамініфера, що характеризується наявністю мережі псевдоподій, якими оточено основну масу тіла. Вид уперше описала Рут Наусс (Ruth N. Nauss) у 1949 році. Його часто використовують як модельний організм при дослідженні транспорту органел цитоплазмою псевдоподій за допомогою цитоскелетних механізмів.
Здатний до безстатевого розмноження, однак має гени, пов'язані з мейозом, що свідчить про можливість статево-репродуктивних життєвих стадій.
Може існувати у прісноводних водоймах, а також у вологому середовищі, наприклад, на поверхні ґрунтів.
Харчується мікробами, а також більшими за нього мікроорганізмами: здобич інкапсулюється у харчові вакуолі, а далі транспортується до центрального органу за допомогою цитоскелетних механізмів. Здатний підтримувати життєдіяльність за рахунок поживних речовин, наприклад, у зародках пшениці чи овесу.